# ال.ای.پی.دی. (گروه موسیقی)
ال. ای. پی. دی (به انگلیسی: L.A.P.D.) یک گروه فانک متال آمریکایی است که در سال ۱۹۸۹ در بیکرزفیلد کالیفرنیا در آمریکا آغاز به کار کرد. این گروه در سال ۱۹۹۲ با رفتن دیوید سیلوریا، رجینالد آرویزو و جیمز شفر از گروه، از هم پاشید. در سال ۲۰۱۰ این گروه دوباره شکل گرفت و تا کنون به فعالیت خود ادامه می‌دهد.